# Pro Bowl 2009
Match précédent Match suivant
Le Pro Bowl 2009 est le Match des étoiles de football américain de la National Football League pour la saison 2008. Il se joue à l'Aloha Stadium d'Honolulu le 8 février 2009 entre les meilleurs joueurs des deux conférences de la NFL, la National Football Conference et l'American Football Conference. La rencontre est remportée sur le score de 30 à 21 par l'équipe représentant la NFC.

## Équipe de l'AFC
C'est John Harbaugh, entraîneur principal des Ravens de Baltimore qui a été choisi pour diriger l'équipe de l'AFC.

### Attaque
| Position :       | Titulaire(s) :                                        | Réserve(s) :                                         | Remplaçant(s) :              |
| ---------------- | ----------------------------------------------------- | ---------------------------------------------------- | ---------------------------- |
| Quarterback      | 18 Peyton Manning, Colts                              | 4 Brett Favre, Jets b 6 Jay Cutler, Broncos          | 5 Kerry Collins, Titans a    |
| Running back     | 20 Thomas Jones, Jets                                 | 28 Chris Johnson, Titans b 23 Ronnie Brown, Dolphins | 23 Marshawn Lynch, Bills a   |
| Fullback         | 33 Le'Ron McClain, Ravens                             |                                                      |                              |
| Wide receiver    | 80 Andre Johnson, Texans 15 Brandon Marshall, Broncos | 87 Reggie Wayne, Colts 83 Wes Welker, Patriots       |                              |
| Tight end        | 88 Tony Gonzalez, Chiefs                              | 85 Antonio Gates, Chargers b                         | 81 Owen Daniels, Texans a    |
| Offensive tackle | 73 Joe Thomas, Browns 71 Jason Peters, Bills b        | 71 Michael Roos, Titans                              | 77 Jake Long, Dolphins a     |
| Offensive guard  | 66 Alan Faneca, Jets 68 Kris Dielman, Chargers        | 54 Brian Waters, Chiefs                              |                              |
| Center           | 68 Kevin Mawae, Titans b                              | 74 Nick Mangold, Jets                                | 62 Casey Wiegmann, Broncos a |

### Défense
| Position :         | Titulaire(s) :                                           | Réserve(s) :               | Remplaçant(s) :              |
| ------------------ | -------------------------------------------------------- | -------------------------- | ---------------------------- |
| Defensive end      | 90 Mario Williams, Texans 93 Dwight Freeney, Colts       | 98 Robert Mathis, Colts    | 92 Haloti Ngata, Ravens      |
| Defensive tackle   | 92 Albert Haynesworth, Titans 77 Kris Jenkins, Jets      | 92 Shaun Rogers, Browns    |                              |
| Outside linebacker | 92 James Harrison, Steelers 55 Joey Porter, Dolphins     | 55 Terrell Suggs, Ravens   |                              |
| Inside linebacker  | 52 Ray Lewis, Ravens                                     | 51 James Farrior, Steelers |                              |
| Cornerback         | 21 Nnamdi Asomugha, Raiders 31 Cortland Finnegan, Titans | 24 Darrelle Revis, Jets    |                              |
| Free safety        | 20 Ed Reed, Ravens b                                     | 24 Chris Hope, Titans      | 33 Michael Griffin, Titans a |
| Strong safety      | 43 Troy Polamalu, Steelers                               |                            |                              |

### Équipes spéciales
| Position :     | Titulaire(s) :                 | Réserve(s) : | Remplaçant(s) : |
| -------------- | ------------------------------ | ------------ | --------------- |
| Punter         | 9 Shane Lechler, Raiders       |              |                 |
| Placekicker    | 3 Stephen Gostkowski, Patriots |              |                 |
| Kick returner  | 29 Leon Washington, Jets       |              |                 |
| Special teamer | 51 Brendon Ayanbadejo, Ravens  |              |                 |
| Long snapper   | 64 Ryan Pontbriand, Browns     |              |                 |

## Équipe de la NFC
C'est Andy Reid, entraîneur principal des Eagles de Philadelphie qui a été choisi pour diriger l'équipe de l'NFC.

### Attaque
| Position :       | Titulaire(s) :                                             | Réserve(s) :                                           | Remplaçant(s) :                                       |
| ---------------- | ---------------------------------------------------------- | ------------------------------------------------------ | ----------------------------------------------------- |
| Quarterback      | 13 Kurt Warner, Cardinals                                  | 9 Drew Brees, Saints 10 Eli Manning, Giants            |                                                       |
| Running back     | 28 Adrian Peterson, Vikings                                | 33 Michael Turner, Falcons 26 Clinton Portis, Redskins |                                                       |
| Fullback         | 45 Mike Sellers, Redskins                                  |                                                        |                                                       |
| Wide receiver    | 11 Larry Fitzgerald, Cardinals 81 Anquan Boldin, Cardinals | 89 Steve Smith, Panthers 84 Roddy White, Falcons       |                                                       |
| Tight end        | 82 Jason Witten, Cowboys                                   | 47 Chris Cooley, Redskins                              |                                                       |
| Offensive tackle | 69 Jordan Gross, Panthers 71 Walter Jones, Seahawks b      | 60 Chris Samuels, Redskins b                           | 76 Flozell Adams, Cowboys a 70 Jammal Brown, Saints a |
| Offensive guard  | 76 Steve Hutchinson, Vikings 76 Chris Snee, Giants         | 70 Leonard Davis, Cowboys b                            | 75 Davin Joseph, Buccaneers a                         |
| Center           | 65 Andre Gurode, Cowboys                                   | 60 Shaun O'Hara, Giants                                |                                                       |

### Défense
| Position :         | Titulaire(s) :                                             | Réserve(s) :                    | Remplaçant(s) :                                       |
| ------------------ | ---------------------------------------------------------- | ------------------------------- | ----------------------------------------------------- |
| Defensive end      | 90 Julius Peppers, Panthers 91 Justin Tuck, Giants         | 69 Jared Allen, Vikings         |                                                       |
| Defensive tackle   | 93 Kevin Williams, Vikings 90 Jay Ratliff, Cowboys         | 94 Pat Williams, Vikings        | 90 Darnell Dockett, Cardinals                         |
| Outside linebacker | 94 DeMarcus Ware, Cowboys 55 Lance Briggs, Bears           | 55 Derrick Brooks, Buccaneers b | 98 Julian Peterson, Seahawks a                        |
| Inside linebacker  | 52 Patrick Willis, 49ers                                   | 52 Jon Beason, Panthers         |                                                       |
| Cornerback         | 21 Charles Woodson, Packers b 26 Antoine Winfield, Vikings | 22 Asante Samuel, Eagles b      | 20 Ronde Barber, Buccaneers a 31 Al Harris, Packers a |
| Free safety        | 36 Nick Collins, Packers                                   | 20 Brian Dawkins, Eagles        |                                                       |
| Strong safety      | 24 Adrian Wilson, Cardinals                                |                                 |                                                       |

### Équipes spéciales
| Position :     | Titulaire(s) :               | Réserve(s) : | Remplaçant(s) : |
| -------------- | ---------------------------- | ------------ | --------------- |
| Punter         | 18 Jeff Feagles, Giants      |              |                 |
| Placekicker    | 5 John Carney, Giants        |              |                 |
| Kick returner  | 22 Clifton Smith, Buccaneers |              |                 |
| Special teamer | 87 Sean Morey, Cardinals     |              |                 |
| Long snapper   | 51 Zak DeOssie, Giants       |              |                 |

Notes :
Le joueur doit accepter l'invitation à être remplaçant pour apparaître dans les listes. Celui qui refuse l'invitation n'est pas considéré comme Pro Bowler.
a  Sélectionné comme remplaçant à la suite d'une blessure ou d'une place vacante.
b  Blessé/joueur suspendu - sélectionné mais n'a pas participé.

## Nombre de sélection par franchise
| Équipe                             | Nb. |
| ---------------------------------- | --- |
| Titans du Tennessee                | 8   |
| Jets de New York                   | 7   |
| Ravens de Baltimore                | 5   |
| Colts d'Indianapolis               | 4   |
| Browns de Cleveland                | 3   |
| Broncos de Denver                  | 3   |
| Texans de Houston                  | 3   |
| Dolphins de Miami                  | 3   |
| Steelers de Pittsburgh             | 3   |
| Bills de Buffalo                   | 2   |
| Chiefs de Kansas City              | 2   |
| Patriots de la Nouvelle-Angleterre | 2   |
| Raiders d'Oakland                  | 2   |
| Chargers de San Diego              | 2   |
| Bengals de Cincinnati              | 0   |
| Jaguars de Jacksonville            | 0   |

| Équipe                        | Nb. |
| ----------------------------- | --- |
| Giants de New York            | 7   |
| Cowboys de Dallas             | 6   |
| Vikings du Minnesota          | 6   |
| Cardinals de l'Arizona        | 6   |
| Panthers de la Caroline       | 4   |
| Buccaneers de Tampa Bay       | 4   |
| Redskins de Washington        | 4   |
| Packers de Green Bay          | 3   |
| Falcons d'Atlanta             | 2   |
| Saints de La Nouvelle-Orléans | 2   |
| Eagles de Philadelphie        | 2   |
| Seahawks de Seattle           | 2   |
| Bears de Chicago              | 1   |
| 49ers de San Francisco        | 1   |
| Lions de Détroit              | 0   |
| Rams de Saint-Louis           | 0   |